# Lysodinotrema madli
Lysodinotrema madli är en stekelart som beskrevs av Fischer 1995. Lysodinotrema madli ingår i släktet Lysodinotrema och familjen bracksteklar. Inga underarter finns listade i Catalogue of Life.